# Morti il 2 maggio
| Questa pagina contiene informazioni ricavate automaticamente dalle voci biografiche con l'ausilio del template Bio e di un bot. L'aggiornamento è periodico e automatico e ricostruisce completamente la pagina. Se manca una persona in questa lista, sei pregato di non aggiungerla, ma accertati piuttosto che la sua voce biografica contenga il template Bio e che i dati anagrafici siano correttamente compilati. Se il template Bio manca, inseriscilo tu stesso o, in alternativa, metti l'avviso {{tmp\|Bio}} che ne segnala la mancanza. Se i dati riportati sono sbagliati, correggi direttamente la voce biografica; le modifiche saranno visibili in questa lista entro pochi giorni. Per chiarimenti vedi il progetto biografie. La lista contiene solo le 548 persone che sono citate nell'enciclopedia e per le quali è stato implementato correttamente il template Bio. Pagina aggiornata al 13 ago 2025. |

## IV secolo(2)
- 304 - Neopolo di Roma, santo
- 373 - Atanasio di Alessandria, vescovo e teologo greco antico

## X secolo(1)
- 907 - Boris I di Bulgaria, sovrano

## XII secolo(1)
- 1109 - Rutardo di Magonza, arcivescovo cattolico e abate tedesco

## XIII secolo(2)
- 1202 - Folco di Neuilly, religioso francese
- 1247 - Richard de Bures, cavaliere medievale francese

## XIV secolo(4)
- 1302 - Bianca d'Artois, contessa (n. 1248)
- 1321 - Manfredo di Collalto, vescovo cattolico italiano
- 1377 - Hugh de Courtenay, II conte di Devon, nobile inglese (n. 1303)
- 1395 - Gulkhan-Eudocia di Georgia, imperatrice bizantina

## XV secolo(2)
- 1430 - Giovanni Toscani, pittore italiano (n. 1372)
- 1459 - Antonino Pierozzi, teologo, arcivescovo cattolico e letterato italiano (n. 1389)

## XVI secolo(8)
- 1506 - Johannes von Soest, compositore e medico tedesco (n. 1448)
- 1519 - Leonardo da Vinci, scienziato, inventore e artista italiano (n. 1452)
- 1547 - Caspar Borner, umanista tedesco (n. 1492)
- 1564 - Rodolfo Pio, cardinale e arcivescovo cattolico italiano (n. 1500)
- 1565 - Margherita Antoniazzi, religiosa italiana (n. 1502)
- 1567 - Marino Darsa, commediografo, poeta e drammaturgo dalmata (n. 1508)
- 1576 - Bartolomé Carranza, arcivescovo cattolico e teologo spagnolo (n. 1503)
- 1593 - Edward Seymour di Berry Pomeroy, nobile inglese (n. 1528)

## XVII secolo(11)
- 1605 - Leonardo Abela, vescovo cattolico maltese (n. 1541)
- 1610 - Paolo Virchi, compositore e musicista italiano (n. 1552)
- 1621 - Antonio de' Medici, nobile italiano (n. 1576)
- 1627 - Lodovico Grossi da Viadana, francescano e compositore italiano (n. 1564)
- 1634 - Benedetto Bandiera, pittore italiano
- 1635 - Horace Vere, generale inglese (n. 1565)
- 1640 - Thomas Fairfax, I lord Fairfax di Cameron, militare, diplomatico e politico scozzese (n. 1560)
- 1668 - Jan Baptist van Deynum, pittore fiammingo (n. 1620)
- 1685 - Adriaen van Ostade, pittore e incisore olandese (n. 1610)
- 1693 - Ernesto d'Assia-Rheinfels, nobile tedesco (n. 1623)
- 1697 - Simone Enrico di Lippe-Detmold, nobile tedesco (n. 1649)

## XVIII secolo(26)
- 1706 - Georg Joseph Kamel, gesuita, missionario e botanico ceco (n. 1661)
- 1711 - Laurence Hyde, I conte di Rochester, politico e scrittore inglese (n. 1641)
- 1718 - Venanzio Simi, vescovo cattolico e storico italiano (n. 1641)
- 1723 - Cristoforo di Baden-Durlach, principe tedesco (n. 1684)
- 1727 - Giuseppe Maria Jacchini, violoncellista e compositore italiano (n. 1667)
- 1729 - Jean Devaux, medico e chirurgo francese (n. 1649)
- 1730 - Faustino Giuseppe Griffoni, vescovo cattolico italiano (n. 1669)
- 1736 - Albertus Seba, farmacista e zoologo olandese (n. 1665)
- 1743 - Christian August Hausen, matematico, fisico e astronomo tedesco (n. 1693)
- 1743 - Gastone di Lorena, nobile francese (n. 1721)
- 1751 - Maria Maddalena Musi, soprano italiano (n. 1669)
- 1751 - Domenico Valguarnera, vescovo cattolico italiano (n. 1697)
- 1756 - Mikkel Bille, ammiraglio danese (n. 1680)
- 1759 - Christophe Huet, pittore e decoratore francese (n. 1700)
- 1766 - Luigi Giusti, librettista italiano (n. 1709)
- 1770 - Giacomo Oddi, cardinale e arcivescovo cattolico italiano (n. 1679)
- 1773 - Louis Jouard de La Nauze, gesuita e storico francese (n. 1696)
- 1773 - Thomas Snelling, numismatico britannico (n. 1712)
- 1776 - Lorenzo Tiepolo, pittore e incisore italiano (n. 1736)
- 1777 - György Klimó, vescovo cattolico ungherese (n. 1710)
- 1788 - Francesco Pettorelli Lalatta, vescovo cattolico italiano (n. 1712)
- 1788 - Antoine de Malvin de Montazet, nobile e arcivescovo cattolico francese (n. 1713)
- 1793 - Demetrio I Mocenigo del Zante, italiano (n. 1723)
- 1795 - Tommaso Maria Sciacca, pittore italiano (n. 1734)
- 1799 - Juan Vicente de Güemes Padilla Horcasitas y Aguayo, generale spagnolo (n. 1738)
- 1799 - Alessio Tulli, patriota e storico italiano (n. 1739)

## XIX secolo(74)
- 1803 - Friedrich Gedike, teologo e pedagogista tedesco (n. 1754)
- 1805 - Vieira Portuense, pittore portoghese (n. 1765)
- 1808 - Pedro Velarde y Santillán, militare spagnolo (n. 1779)
- 1809 - Colin Morison, mercante d'arte scozzese (n. 1734)
- 1810 - Jean Guillaume Moitte, scultore francese (n. 1746)
- 1813 - Augusto Ferdinando di Prussia, principe e generale prussiano (n. 1730)
- 1813 - Jacques Delille, poeta e traduttore francese (n. 1738)
- 1813 - Antonio Despuig y Dameto, cardinale spagnolo (n. 1745)
- 1815 - Varvara von Engelhardt, nobildonna russa (n. 1757)
- 1816 - George Greville, II conte di Warwick, nobile e politico inglese (n. 1746)
- 1818 - Herman Willem Daendels, politico olandese (n. 1762)
- 1819 - Mary Moser, pittrice inglese (n. 1744)
- 1821 - Hester Lynch Piozzi, scrittrice e mecenate britannica (n. 1741)
- 1823 - Gabriel Cortois de Pressigny, arcivescovo cattolico francese (n. 1745)
- 1824 - Maximilien Joseph Hurtault, architetto francese (n. 1765)
- 1825 - Francesco Maria Carnea Steffaneo, politico, letterato e educatore austriaco (n. 1759)
- 1825 - Giuseppe Santi, pittore italiano (n. 1761)
- 1826 - Claire Lacombe, rivoluzionaria e attrice teatrale francese (n. 1765)
- 1826 - Antoni Malczewski, scrittore polacco (n. 1793)
- 1827 - Robert Shirley, VII conte Ferrers, nobile britannico (n. 1756)
- 1828 - Raymond de Sèze, avvocato francese (n. 1750)
- 1830 - Jean-Baptiste Jeanin, militare francese (n. 1769)
- 1832 - Pierre-Yves Barré, commediografo e paroliere francese (n. 1749)
- 1832 - Antonio Francesco Campana, fisico e medico italiano (n. 1751)
- 1835 - Johann Heinrich Ferdinand von Autenrieth, medico tedesco (n. 1772)
- 1836 - Johann Gottfried Hoche, teologo e storico tedesco (n. 1762)
- 1842 - Giuseppe Sigismondo Ala Ponzone, collezionista d'arte e botanico italiano (n. 1761)
- 1844 - William Beckford, scrittore, critico d'arte e politico britannico (n. 1760)
- 1845 - Frédéric François Guillaume de Vaudoncourt, generale e scrittore francese (n. 1772)
- 1845 - August Friedrich Pauly, filologo classico tedesco (n. 1796)
- 1847 - Giacomo Cordella, compositore italiano (n. 1783)
- 1847 - Manuel Menéndez, politico peruviano (n. 1793)
- 1849 - David Hendrik Chassé, generale olandese (n. 1765)
- 1849 - Paolo Narducci, patriota italiano (n. 1829)
- 1852 - Ottavio Moreno, abate, avvocato e politico italiano (n. 1777)
- 1853 - Bezmialem Sultan, ottomana (n. 1807)
- 1853 - Christian Friedrich Schwägrichen, botanico tedesco (n. 1775)
- 1853 - Friedrich Traugott Friedemann, archivista, filologo e educatore tedesco (n. 1793)
- 1854 - Francesco Saverio Luschin, arcivescovo cattolico sloveno (n. 1781)
- 1856 - Francesco Giovanni Ricci, banchiere e politico italiano (n. 1789)
- 1857 - Alfred de Musset, poeta, scrittore e drammaturgo francese (n. 1810)
- 1859 - Eliza Courtney, nobildonna inglese (n. 1792)
- 1860 - Ondrej Caban, patriota, presbitero e scrittore slovacco (n. 1813)
- 1863 - Théophile Bra, scultore e disegnatore francese (n. 1797)
- 1863 - Ruggero Settimo, ammiraglio e politico italiano (n. 1778)
- 1864 - Giacomo Meyerbeer, compositore tedesco (n. 1791)
- 1866 - Teodoro Lechi, generale italiano (n. 1778)
- 1867 - Giuseppe Gaggini, scultore italiano (n. 1791)
- 1868 - Alessandro Borella, giornalista e politico italiano (n. 1813)
- 1868 - Alberto Crivelli, diplomatico e nobile italiano (n. 1816)
- 1869 - Aleksandr Sergeevič Menšikov, ammiraglio, generale e diplomatico russo (n. 1787)
- 1872 - Giacomo Coppola, avvocato e politico italiano (n. 1797)
- 1874 - Carl Meissner, botanico svizzero (n. 1800)
- 1877 - Euplio Reina, medico e chirurgo italiano (n. 1806)
- 1878 - Frederick Grey, militare britannico (n. 1805)
- 1880 - Eberhard Anheuser, imprenditore tedesco (n. 1806)
- 1885 - Auguste Dumont, giornalista, saggista e scrittore francese (n. 1816)
- 1886 - Girolamo Sangervasio, patriota e avvocato italiano (n. 1800)
- 1887 - Bernhard Studer, geologo svizzero (n. 1794)
- 1889 - Alessandro Antongini, patriota italiano (n. 1814)
- 1889 - Antoni Rovira i Trias, architetto e urbanista spagnolo (n. 1816)
- 1891 - Raffaele Danzi, poeta italiano (n. 1818)
- 1891 - Constantin Frantz, scrittore e politico prussiano (n. 1817)
- 1892 - Hermann Burmeister, zoologo e entomologo tedesco (n. 1807)
- 1893 - Antonio Ciccone, politico e medico italiano (n. 1808)
- 1894 - Pietro Abbà Cornaglia, compositore italiano (n. 1851)
- 1896 - Julius Sturm, poeta tedesco (n. 1816)
- 1897 - Romeo Frezzi, attivista italiano (n. 1867)
- 1897 - Saro Zagari, scultore italiano (n. 1821)
- 1898 - Antonio Giudice, politico italiano (n. 1819)
- 1899 - Antonio Francesco Gonzaga, nobile e militare italiano (n. 1831)
- 1900 - Édouard Grimaux, chimico francese (n. 1835)
- 1900 - Giovanni Marinelli, geografo e politico italiano (n. 1846)
- 1900 - Aurelio Tiratelli, pittore e fotografo italiano (n. 1839)

## XX secolo(266)
- 1902 - Antonio Maria Roveggio, vescovo cattolico e missionario italiano (n. 1858)
- 1904 - Émile Duclaux, biologo e fisico francese (n. 1840)
- 1906 - Enrico VII di Reuss-Köstritz, diplomatico tedesco (n. 1825)
- 1906 - Giuseppe Salvadego Molin, politico italiano (n. 1830)
- 1907 - Louise Abel, fotografa norvegese (n. 1841)
- 1908 - Charles Chamberland, microbiologo francese (n. 1851)
- 1908 - Mečislovas Leonardas Paliulionis, vescovo cattolico lituano (n. 1834)
- 1909 - Manuel Amador Guerrero, politico panamense (n. 1833)
- 1910 - Giuseppe Pavoncelli, politico italiano (n. 1836)
- 1910 - Temistocle Zona, astronomo italiano (n. 1848)
- 1911 - Demetrio Baffa, patriota italiano (n. 1834)
- 1912 - Antonio D'Azevedo Maia, medico e docente portoghese (n. 1851)
- 1912 - Joseph Nathan, imprenditore britannico (n. 1835)
- 1913 - Adolf Lang, architetto ungherese (n. 1848)
- 1914 - John Campbell, IX duca Argyll, militare e politico britannico (n. 1845)
- 1914 - Alfred Stratford, calciatore inglese (n. 1853)
- 1914 - Newton Horace Winchell, geologo statunitense (n. 1839)
- 1915 - Clara Immerwahr, chimica tedesca (n. 1870)
- 1918 - Emilio Bozzano, compositore e organista italiano (n. 1840)
- 1918 - Federico Fenu, militare e dirigibilista italiano (n. 1891)
- 1918 - Ernie Parker, tennista e crickettista australiano (n. 1883)
- 1918 - Hans Weiss, militare e aviatore tedesco (n. 1892)
- 1919 - Evelyn De Morgan, pittrice britannica (n. 1855)
- 1919 - George Gebhardt, attore svizzero (n. 1879)
- 1919 - Gustav Landauer, filosofo tedesco (n. 1870)
- 1920 - William Wilton, allenatore di calcio scozzese (n. 1865)
- 1921 - Yosef Haim Brenner, scrittore israeliano (n. 1881)
- 1921 - Alexandre Vallaury, architetto ottomano (n. 1850)
- 1922 - Mary Annette Anderson, docente statunitense (n. 1874)
- 1922 - Eugen Ehrlich, sociologo austriaco (n. 1862)
- 1922 - Augusta Costanza Succi, religiosa italiana (n. 1849)
- 1923 - Constance Bulwer-Lytton, nobildonna e scrittrice inglese (n. 1869)
- 1924 - Charles Eugene Lancelot Brown, progettista e imprenditore svizzero (n. 1863)
- 1924 - Edith Maryon, scultrice e esoterista inglese (n. 1872)
- 1925 - Vigilio Covi, ingegnere e patriota italiano (n. 1846)
- 1925 - Johann Palisa, astronomo austriaco (n. 1848)
- 1927 - Katherine Corri Harris, attrice statunitense (n. 1890)
- 1927 - Ernest Henry Starling, fisiologo inglese (n. 1866)
- 1928 - Vincenzo Bindi, storico e umanista italiano (n. 1852)
- 1929 - José María Rubio y Peralta, presbitero e gesuita spagnolo (n. 1864)
- 1929 - Adolfo Turchi, arcivescovo cattolico italiano (n. 1863)
- 1929 - Segundo de Chomón, regista, direttore della fotografia e animatore spagnolo (n. 1871)
- 1930 - Isidor Gunsberg, scacchista ungherese (n. 1854)
- 1931 - Mario Leoni, commediografo, giornalista e politico italiano (n. 1847)
- 1931 - Max Ringelmann, agronomo e psicologo francese (n. 1861)
- 1932 - Emilio Hirzel, dirigente sportivo italiano
- 1932 - Frederik Hulswit, pallanuotista olandese (n. 1885)
- 1932 - Otto Jindra, militare e aviatore austro-ungarico (n. 1886)
- 1933 - Luciano Campisi, scultore italiano (n. 1860)
- 1933 - Leonard Huxley, docente, biografo e editore britannico (n. 1860)
- 1933 - Martha Mattox, attrice statunitense (n. 1879)
- 1934 - Max Friedlaender, filosofo, musicologo e compositore tedesco (n. 1852)
- 1936 - Eugène Grisot, arciere francese (n. 1866)
- 1937 - Arthur Somervell, compositore inglese (n. 1863)
- 1937 - Paolo Vetri, pittore italiano (n. 1855)
- 1939 - Fabio Bargagli Petrucci, storico e politico italiano (n. 1875)
- 1939 - Luigi Sapienza, ufficiale italiano (n. 1866)
- 1939 - Phillips Smalley, regista, attore e produttore cinematografico statunitense (n. 1865)
- 1939 - Jessalyn Van Trump, attrice statunitense (n. 1887)
- 1940 - Ernest Joyce, esploratore e navigatore britannico (n. 1875)
- 1941 - Penelope Delta, scrittrice greca (n. 1874)
- 1941 - Ibrahim Tuqan, poeta palestinese (n. 1905)
- 1942 - Malcolm Duncan, attore teatrale statunitense (n. 1881)
- 1943 - Viktor Lutze, generale tedesco (n. 1890)
- 1943 - Piero Martines, calciatore italiano (n. 1896)
- 1943 - Nicolae Polizu-Micșunești, militare e aviatore rumeno (n. 1904)
- 1943 - Raffaele Testa, presbitero e militare italiano (n. 1907)
- 1943 - Ilkka Törrönen, cestista finlandese (n. 1914)
- 1944 - Riccardo Boschiero, militare e partigiano italiano (n. 1912)
- 1944 - Erich Knauf, giornalista e scrittore tedesco (n. 1895)
- 1944 - Margaret Maltby, fisica statunitense (n. 1860)
- 1945 - Adriano Adami, militare italiano (n. 1921)
- 1945 - Martin Bormann, politico, generale e criminale di guerra tedesco (n. 1900)
- 1945 - Wilhelm Burgdorf, generale tedesco (n. 1895)
- 1945 - Pietro Cortiula, presbitero italiano
- 1945 - Ewald Lindloff, militare tedesco (n. 1908)
- 1945 - Franz Schädle, militare tedesco (n. 1906)
- 1945 - Karl Fritzsch, militare tedesco (n. 1903)
- 1945 - Georg Betz, ufficiale tedesco (n. 1903)
- 1945 - Walther Hewel, diplomatico tedesco (n. 1904)
- 1945 - Ernst Hermann Himmler, militare, funzionario e ingegnere tedesco (n. 1905)
- 1945 - Hans Krebs, generale tedesco (n. 1898)
- 1945 - Michele Morsero, militare e prefetto italiano (n. 1895)
- 1945 - James Brindley Nicolson, militare e aviatore inglese (n. 1917)
- 1945 - Peter Högl, militare e poliziotto tedesco (n. 1897)
- 1945 - Joachim von Siegroth, generale tedesco (n. 1896)
- 1945 - Ludwig Stumpfegger, medico tedesco (n. 1910)
- 1945 - Eugène Vaulot, militare francese (n. 1923)
- 1945 - Eduard Weiter, militare tedesco (n. 1889)
- 1945 - Joachim Ziegler, generale tedesco (n. 1904)
- 1945 - Valdemaro di Prussia, principe (n. 1889)
- 1945 - Rudolf Singule, militare austro-ungarico (n. 1883)
- 1946 - Bernard Coy, criminale statunitense (n. 1900)
- 1947 - Dorothea Binz, tedesca (n. 1920)
- 1947 - Adolf Erbslöh, pittore tedesco (n. 1881)
- 1947 - Albert Jordens, ciclista su strada belga (n. 1902)
- 1947 - William Moulton Marston, psicologo, inventore e fumettista statunitense (n. 1893)
- 1948 - Mary Cavendish-Bentinck, nobildonna e mecenate inglese (n. 1861)
- 1948 - Diego Del Bello, avvocato, politico e antifascista italiano (n. 1883)
- 1948 - Arthur Henry Fox Strangways, musicologo inglese (n. 1859)
- 1948 - Robert Hamilton, calciatore scozzese (n. 1877)
- 1948 - Wilhelm von Opel, imprenditore tedesco (n. 1871)
- 1949 - Billy Dean, pallanuotista britannico (n. 1887)
- 1949 - Mariano Fortuny y Madrazo, pittore, stilista e scenografo spagnolo (n. 1871)
- 1949 - Renato Puoti, politico e avvocato italiano (n. 1910)
- 1951 - Alphonse de Chateaubriant, scrittore francese (n. 1877)
- 1951 - Edwin L. Marin, regista statunitense (n. 1899)
- 1951 - Mansur bin Abd al-Aziz Al Sa'ud, principe e politico saudita (n. 1921)
- 1952 - Antonio De Berti, politico italiano (n. 1889)
- 1952 - Ruth Hart, attrice statunitense (n. 1886)
- 1952 - Helge Liljebjörn, calciatore svedese (n. 1904)
- 1952 - Matrona la Cieca, santa russa (n. 1885)
- 1953 - Wallace Bryant, arciere statunitense (n. 1863)
- 1953 - Josef Ternström, mezzofondista svedese (n. 1888)
- 1954 - Artur Kejrans, compositore di scacchi lettone (n. 1911)
- 1955 - Margherita Clementina d'Asburgo-Lorena, nobile austriaca (n. 1870)
- 1955 - Alexander Hore-Ruthven, I conte di Gowrie, generale e politico britannico (n. 1872)
- 1955 - Charles Mantelet, ciclista su strada francese (n. 1894)
- 1956 - Violet Gibson, criminale irlandese (n. 1876)
- 1956 - Adolf Rieger, lottatore tedesco (n. 1899)
- 1956 - Thure Sjöstedt, lottatore svedese (n. 1903)
- 1956 - Severino Taddei, calciatore, allenatore di calcio e dirigente sportivo italiano (n. 1897)
- 1957 - Doran Cox, regista statunitense (n. 1881)
- 1957 - Joseph McCarthy, politico statunitense (n. 1908)
- 1958 - Henry Cornelius, regista, sceneggiatore e produttore cinematografico sudafricano (n. 1913)
- 1959 - Dante Carniel, schermidore italiano (n. 1887)
- 1959 - Guido Rocco, politico e diplomatico italiano (n. 1886)
- 1960 - Henry Breckinridge, schermidore statunitense (n. 1886)
- 1960 - Caryl Chessman, criminale e scrittore statunitense (n. 1921)
- 1960 - Eugenio Raffaele Faggiano, vescovo cattolico italiano (n. 1877)
- 1960 - Karl Heinlein, calciatore austriaco (n. 1892)
- 1960 - Nils Widforss, ginnasta svedese (n. 1880)
- 1961 - Juozas Jurgėla, cestista lituano (n. 1911)
- 1962 - Léon Ambard, medico francese (n. 1876)
- 1962 - Julien Luchaire, letterato e insegnante francese (n. 1876)
- 1963 - Van Wyck Brooks, storico e critico letterario statunitense (n. 1886)
- 1963 - Duncan Gillis, martellista, discobolo e lottatore canadese (n. 1883)
- 1963 - O.A.C. Lund, regista, sceneggiatore e attore svedese (n. 1885)
- 1964 - Nancy Astor, politica statunitense (n. 1879)
- 1965 - Olindo Preziosi, politico italiano (n. 1902)
- 1965 - Julianus Wagemans, ginnasta belga (n. 1890)
- 1966 - Agostinho Fortes Filho, calciatore brasiliano (n. 1901)
- 1966 - Torsten Kumfeldt, pallanuotista svedese (n. 1886)
- 1966 - Jack London, velocista britannico (n. 1905)
- 1966 - Giorgio Piamonti, attore italiano (n. 1899)
- 1966 - Jean Rossius, ciclista su strada belga (n. 1890)
- 1967 - Robert Daniel Carmichael, matematico statunitense (n. 1879)
- 1967 - Jean Picy, calciatore francese (n. 1893)
- 1967 - Giorgio Roletto, geografo italiano (n. 1885)
- 1969 - Robert Arthur, scrittore statunitense (n. 1909)
- 1969 - Jānis Bebris, calciatore lettone (n. 1917)
- 1969 - Livio Livi, statistico italiano (n. 1891)
- 1969 - Franz von Papen, militare, politico e diplomatico tedesco (n. 1879)
- 1969 - Robert Spears, criminale statunitense (n. 1894)
- 1970 - Andreas Franz, calciatore tedesco (n. 1897)
- 1971 - Olaf Barda, scacchista norvegese (n. 1909)
- 1971 - Dot Farley, attrice e sceneggiatrice statunitense (n. 1881)
- 1972 - Henri Diamant-Berger, regista, sceneggiatore e produttore cinematografico francese (n. 1895)
- 1972 - J. Edgar Hoover, funzionario statunitense (n. 1895)
- 1972 - Rudolf Krupitzer, ginnasta e multiplista statunitense (n. 1879)
- 1972 - Ernst Zierke, militare tedesco (n. 1905)
- 1973 - Ada Boni, gastronoma e giornalista italiana (n. 1881)
- 1973 - Alan Carney, attore statunitense (n. 1909)
- 1973 - Edward Louis Heston, arcivescovo cattolico statunitense (n. 1907)
- 1973 - Akiko Seki, soprano giapponese (n. 1899)
- 1974 - Diego de Henriquez, italiano (n. 1909)
- 1974 - Mario Passante, attore cinematografico italiano (n. 1912)
- 1975 - Padmaja Naidu, attivista e politica indiana (n. 1900)
- 1975 - Margherita Seglin, attrice italiana (n. 1889)
- 1976 - Zdeněk Fierlinger, politico e diplomatico cecoslovacco (n. 1891)
- 1976 - Achille Stuani, politico italiano (n. 1897)
- 1977 - Isidor Markovič Annenskij, regista cinematografico sovietico (n. 1906)
- 1977 - Italo Bonatti, calciatore italiano (n. 1943)
- 1977 - Jean-Claude Lebaube, ciclista su strada francese (n. 1937)
- 1977 - Nicholas Magallanes, danzatore statunitense (n. 1922)
- 1977 - Antonio Meluschi, scrittore, giornalista e partigiano italiano (n. 1909)
- 1978 - Matti Lähde, fondista finlandese (n. 1911)
- 1979 - Giulio Natta, ingegnere chimico italiano (n. 1903)
- 1979 - Goliardo Padova, pittore italiano (n. 1909)
- 1980 - Théophile Alajouanine, neurologo francese (n. 1890)
- 1980 - Alioune Diop, letterato e politico senegalese (n. 1910)
- 1980 - Luis Legaz Lacambra, giurista, filosofo e sociologo spagnolo (n. 1906)
- 1980 - André-Marie Mbida, politico camerunese (n. 1917)
- 1980 - George Pal, regista, produttore cinematografico e animatore ungherese (n. 1908)
- 1981 - René Kalisky, drammaturgo e saggista belga (n. 1936)
- 1981 - Yashwant Singh Parmar, politico indiano (n. 1906)
- 1981 - Miguel Ángel Ripullone, allenatore di pallacanestro argentino (n. 1930)
- 1982 - Salomon Bochner, matematico polacco (n. 1899)
- 1982 - Helmut Dantine, attore austriaco (n. 1918)
- 1982 - Nelson Iacovini, economista italiano (n. 1917)
- 1982 - Hugh Marlowe, attore statunitense (n. 1911)
- 1982 - Pablo Pacheco, calciatore peruviano (n. 1908)
- 1982 - Wini Shaw, cantante, attrice e ballerina statunitense (n. 1907)
- 1982 - Virginia Vestoff, attrice statunitense (n. 1939)
- 1983 - Federico Alessandrini, giornalista e saggista italiano (n. 1905)
- 1983 - Pridi Banomyong, politico, giurista e avvocato thailandese (n. 1900)
- 1983 - Leonid Kolumbet, pistard sovietico (n. 1937)
- 1983 - Bruno Raschi, giornalista italiano (n. 1923)
- 1983 - Norm Van Brocklin, giocatore di football americano statunitense (n. 1926)
- 1983 - Ernesto de la Guardia, economista, politico e diplomatico panamense (n. 1904)
- 1984 - Smith Ballew, attore statunitense (n. 1902)
- 1984 - Sandra Sabattini, atleta italiana (n. 1961)
- 1984 - Maria Giuseppina Valdettaro, religiosa italiana (n. 1889)
- 1985 - Phyllis Bedells, ballerina britannica (n. 1893)
- 1985 - Attilio Bettega, pilota di rally italiano (n. 1953)
- 1985 - Alfredo Corrias, avvocato e politico italiano (n. 1895)
- 1986 - Massimo Baldi, architetto italiano (n. 1927)
- 1986 - Ernest Butterworth Jr., attore statunitense (n. 1905)
- 1986 - Sergio Cresto, copilota di rally statunitense (n. 1956)
- 1986 - Henri Toivonen, pilota di rally finlandese (n. 1956)
- 1987 - Raggio Montanari, calciatore italiano (n. 1912)
- 1988 - Alvaro Amarugi, imprenditore e dirigente sportivo italiano (n. 1929)
- 1988 - Pavel Petrovič Kadočnikov, attore e regista sovietico (n. 1915)
- 1989 - Bennie Benjamin, cantautore e compositore statunitense (n. 1907)
- 1989 - James Crabe, direttore della fotografia statunitense (n. 1931)
- 1989 - Carlo De Martino, giornalista italiano (n. 1911)
- 1989 - Veniamin Aleksandrovič Kaverin, scrittore sovietico (n. 1902)
- 1989 - Albert H. Kelley, regista e sceneggiatore statunitense (n. 1894)
- 1989 - Simon Schoon, insegnante e partigiano olandese (n. 1912)
- 1989 - Giuseppe Siri, cardinale e arcivescovo cattolico italiano (n. 1906)
- 1990 - Germain Bazin, storico dell'arte francese (n. 1901)
- 1990 - David Rappaport, attore inglese (n. 1951)
- 1990 - Giacomo Scalet, fondista italiano (n. 1909)
- 1990 - Ettore Spora, politico italiano (n. 1914)
- 1991 - Luigi Burtulo, politico italiano (n. 1918)
- 1991 - Richard Threlkeld Cox, fisico e statistico statunitense (n. 1898)
- 1991 - Robert Elter, calciatore lussemburghese (n. 1899)
- 1991 - José Jorge González, calciatore argentino (n. 1944)
- 1992 - Stefano D'Arrigo, scrittore, poeta e critico d'arte italiano (n. 1919)
- 1992 - Mario Marcucci, pittore italiano (n. 1910)
- 1992 - Amedeo Potito, presbitero e storico italiano (n. 1909)
- 1992 - Margarete Wallmann, danzatrice, coreografa e regista teatrale austriaca (n. 1904)
- 1993 - Thorkild Jacobsen, assiriologo danese (n. 1904)
- 1993 - Monty Southall, pistard britannico (n. 1907)
- 1994 - Nathan Adler, psicoanalista statunitense (n. 1911)
- 1994 - Louis Calaferte, scrittore italiano (n. 1928)
- 1994 - Anita Durante, attrice italiana (n. 1897)
- 1994 - Luigi Macario, sindacalista e politico italiano (n. 1920)
- 1995 - Luciano Anceschi, filosofo e critico letterario italiano (n. 1911)
- 1995 - Michael Hordern, attore britannico (n. 1911)
- 1995 - Maurizio Rinaldi, direttore d'orchestra italiano (n. 1937)
- 1995 - Werner Veigel, giornalista e conduttore televisivo tedesco (n. 1928)
- 1996 - Emile Habibi, scrittore e politico palestinese (n. 1922)
- 1996 - Gaetano Illuminati, politico e partigiano italiano (n. 1923)
- 1996 - Danny Kamekona, attore statunitense (n. 1935)
- 1996 - Hamlet Mxit'aryan, calciatore sovietico (n. 1962)
- 1996 - María Luisa Ponte, attrice spagnola (n. 1918)
- 1996 - Teopisto Valderrama Alberto, arcivescovo cattolico filippino (n. 1912)
- 1997 - John Carew Eccles, neurofisiologo e filosofo australiano (n. 1903)
- 1997 - Heinz Ellenberg, ecologo, biologo e botanico tedesco (n. 1913)
- 1997 - Paulo Freire, pedagogista brasiliano (n. 1921)
- 1997 - Fran Fullenwider, attrice statunitense (n. 1945)
- 1997 - Falcone Lucifero, politico italiano (n. 1898)
- 1998 - Justin Fashanu, calciatore inglese (n. 1961)
- 1998 - Hide, cantante e chitarrista giapponese (n. 1964)
- 1998 - Antonio Iannello, architetto, urbanista e ambientalista italiano (n. 1930)
- 1998 - Gene Raymond, attore statunitense (n. 1908)
- 1998 - Carey Wilber, sceneggiatore statunitense (n. 1916)
- 1998 - Guglielmo Zucconi, giornalista, scrittore e politico italiano (n. 1919)
- 1999 - Anahit C'ic'ikyan, violinista e musicologa armena (n. 1926)
- 1999 - Igor' Michajlovič D'jakonov, linguista e storico russo (n. 1915)
- 1999 - Robert Arthur Humphreys, storico britannico (n. 1907)
- 1999 - Ruth Langer, nuotatrice austriaca (n. 1921)
- 1999 - Oliver Reed, attore britannico (n. 1938)
- 2000 - Giulio Pellicari, calciatore italiano (n. 1919)
- 2000 - Cláudio Christovam de Pinho, calciatore e allenatore di calcio brasiliano (n. 1922)

## XXI secolo(150)
- 2001 - Enrico Bovone, cestista italiano (n. 1946)
- 2001 - Poul Dalsager, politico danese (n. 1929)
- 2001 - Georges Dard, calciatore francese (n. 1918)
- 2001 - Vlasta Foltová, ginnasta cecoslovacca (n. 1913)
- 2001 - Réginald-André-Paulin-Edmond Jacq, vescovo cattolico e missionario francese (n. 1905)
- 2001 - Gina Mastrogiacomo, attrice statunitense (n. 1961)
- 2002 - Peter Thomas Bauer, economista ungherese (n. 1915)
- 2002 - Arturo Bonucci, violoncellista italiano (n. 1954)
- 2002 - Sihung Lung, attore taiwanese (n. 1930)
- 2002 - Ivano Nicolucci, musicista e compositore italiano (n. 1930)
- 2002 - Izet Sarajlić, storico, filosofo e poeta bosniaco (n. 1930)
- 2002 - Richard Stücklen, politico tedesco (n. 1916)
- 2002 - William Thomas Tutte, matematico e crittografo britannico (n. 1917)
- 2003 - Mohammed Dib, scrittore algerino (n. 1920)
- 2003 - Blaga Dimitrova, poeta, scrittrice e politica bulgara (n. 1922)
- 2003 - Luigi Gaiani, politico e partigiano italiano (n. 1910)
- 2004 - Gildo Fattori, cantante e giornalista italiano (n. 1939)
- 2004 - Paul Guimard, scrittore francese (n. 1921)
- 2004 - Salvatore Isgrò, arcivescovo cattolico italiano (n. 1930)
- 2004 - Allan Lindberg, astista svedese (n. 1918)
- 2005 - Luigi Caiazza, politico italiano (n. 1912)
- 2005 - Renée Faure, attrice francese (n. 1918)
- 2005 - Theo Middelkamp, ciclista su strada e pistard olandese (n. 1914)
- 2005 - Georg Renatus Solta, filologo, linguista e docente austriaco (n. 1915)
- 2005 - Raisa Stepanovna Stručkova, ballerina sovietica (n. 1925)
- 2005 - Jonathan Thomas, scultore canadese (n. 1946)
- 2005 - Wee Kim Wee, politico singaporiano (n. 1915)
- 2006 - Luigi Griffanti, calciatore italiano (n. 1917)
- 2006 - Mario Inchausti, allenatore di calcio e calciatore cubano (n. 1915)
- 2006 - Nguyen Dinh Ngoc, militare e matematico vietnamita (n. 1932)
- 2006 - Mario Ortiz, calciatore cileno (n. 1936)
- 2006 - Louis Rukeyser, giornalista statunitense (n. 1933)
- 2007 - Abdulhamid al-Bakkusch, politico libico (n. 1933)
- 2007 - Mario Cubbino, fumettista italiano (n. 1930)
- 2007 - Giusy Devinu, soprano italiano (n. 1960)
- 2007 - Franco Jurlano, dirigente sportivo italiano (n. 1928)
- 2007 - Juan Valdivieso, calciatore peruviano (n. 1910)
- 2008 - Rita Da Re, scultrice e pittrice italiana (n. 1947)
- 2008 - Sergio Lauricella, direttore d'orchestra e compositore italiano (n. 1921)
- 2008 - Derek Pugh, velocista britannico (n. 1926)
- 2009 - Eugenio Antonio Benni, fumettista italiano (n. 1939)
- 2009 - Augusto Boal, regista teatrale, scrittore e politico brasiliano (n. 1931)
- 2009 - Marilyn French, scrittrice statunitense (n. 1929)
- 2009 - Antonio Gambino, giornalista e saggista italiano (n. 1926)
- 2009 - Jack Kemp, giocatore di football americano e politico statunitense (n. 1935)
- 2009 - Leo Morandi, imprenditore e inventore italiano (n. 1923)
- 2009 - Yasushi Nagao, fotografo giapponese (n. 1930)
- 2010 - Kama Chinen, supercentenaria giapponese (n. 1895)
- 2010 - Bohumil Němeček, pugile cecoslovacco (n. 1938)
- 2010 - Douglas Orson ReVelle, astronomo e fisico statunitense (n. 1945)
- 2010 - Lynn Redgrave, attrice britannica (n. 1943)
- 2010 - Kei Satō, attore giapponese (n. 1928)
- 2010 - Jean Zaleski, artista maltese (n. 1920)
- 2011 - Leonid Ivanovič Abalkin, economista e politico russo (n. 1930)
- 2011 - Abu Ahmad al-Kuwayti, terrorista e militare pakistano (n. 1978)
- 2011 - Larry Moffett, cestista statunitense (n. 1954)
- 2011 - Antonio Pellegrino, politico e medico italiano (n. 1937)
- 2011 - René Emilio Ponce, generale salvadoregno (n. 1947)
- 2011 - Alceo Riosa, storico italiano (n. 1939)
- 2011 - Armand Van Wambeke, cestista belga (n. 1926)
- 2011 - Shigeo Yaegashi, calciatore giapponese (n. 1933)
- 2011 - Osama bin Laden, terrorista saudita (n. 1957)
- 2012 - Peter Connolly, storico e illustratore britannico (n. 1935)
- 2012 - Jack Keller, cestista statunitense (n. 1922)
- 2012 - Fernando Lopes, regista portoghese (n. 1935)
- 2012 - Junior Seau, giocatore di football americano statunitense (n. 1969)
- 2012 - Paolo Spagnolo, pianista italiano (n. 1930)
- 2012 - Lourdes Valera, attrice venezuelana (n. 1963)
- 2012 - Digby Wolfe, attore e insegnante inglese (n. 1929)
- 2012 - Zvi Zeitlin, violinista e insegnante russo (n. 1922)
- 2013 - Massimo Catalano, musicista, trombettista e personaggio televisivo italiano (n. 1936)
- 2013 - Jeff Hanneman, chitarrista statunitense (n. 1964)
- 2013 - Ludovico Incisa di Camerana, diplomatico e saggista italiano (n. 1927)
- 2013 - Joseph Patrick McFadden, vescovo cattolico statunitense (n. 1947)
- 2013 - Ivan Turina, calciatore croato (n. 1980)
- 2014 - Tomás Balduíno, vescovo cattolico brasiliano (n. 1922)
- 2014 - Stefano Campagna, giornalista italiano (n. 1962)
- 2014 - Marcello Giannini, giornalista, scrittore e commediografo italiano (n. 1927)
- 2014 - Elio Guzzanti, medico e politico italiano (n. 1920)
- 2014 - Anwar Ahmed Khan, hockeista su prato pakistano (n. 1933)
- 2014 - Andrej Korneev, nuotatore russo (n. 1974)
- 2014 - Karl Lennartz, storico tedesco (n. 1940)
- 2014 - Charles Marowitz, drammaturgo e scrittore statunitense (n. 1934)
- 2014 - Nigel Stepney, britannico (n. 1958)
- 2014 - Efrem Zimbalist Jr., attore e doppiatore statunitense (n. 1918)
- 2015 - Michael Blake, scrittore, sceneggiatore e regista statunitense (n. 1945)
- 2015 - Giancarlo Buzzi, scrittore, traduttore e dirigente d'azienda italiano (n. 1929)
- 2015 - Francisco Castro Rodrigues, architetto portoghese (n. 1920)
- 2015 - Majja Michajlovna Pliseckaja, ballerina sovietica (n. 1925)
- 2015 - Ruth Rendell, scrittrice britannica (n. 1930)
- 2016 - Al Ferrari, cestista statunitense (n. 1933)
- 2016 - Ugo Guarino, pittore, scultore e disegnatore italiano (n. 1927)
- 2016 - Jacky Lee, giocatore di football americano statunitense (n. 1938)
- 2016 - Myles McKeon, vescovo cattolico irlandese (n. 1919)
- 2016 - Afeni Shakur, politica e imprenditrice statunitense (n. 1947)
- 2016 - Nelie Smith, rugbista a 15 e allenatore di rugby a 15 sudafricano (n. 1934)
- 2017 - Heinz Keßler, politico e generale tedesco-orientale (n. 1920)
- 2017 - Toby Kimball, cestista statunitense (n. 1942)
- 2017 - George Hugh Niederauer, arcivescovo cattolico statunitense (n. 1936)
- 2017 - Valentino Parlato, giornalista, politico e saggista italiano (n. 1931)
- 2017 - Moray Watson, attore inglese (n. 1928)
- 2017 - A. R. Penck, pittore, scultore e artista tedesco (n. 1939)
- 2017 - Hoàng Xuân Lãm, generale vietnamita (n. 1928)
- 2017 - Grigorij Žislin, violinista, violista e docente russo (n. 1945)
- 2018 - Tony Cucchiara, cantautore, attore e compositore italiano (n. 1937)
- 2018 - Tokay Mammadov, scultore azero (n. 1927)
- 2018 - Finn Tøraasen, calciatore norvegese (n. 1936)
- 2018 - Serge Ubertì, artista francese (n. 1952)
- 2018 - Wolfgang Völz, attore e doppiatore tedesco (n. 1930)
- 2018 - Wang Danfeng, attrice cinese (n. 1924)
- 2019 - Michel Crauste, rugbista a 15, allenatore di rugby a 15 e dirigente sportivo francese (n. 1934)
- 2019 - Nicola Dioguardi, medico e schermidore italiano (n. 1921)
- 2019 - Fatimih Dávila, attrice uruguaiana (n. 1988)
- 2019 - Rafael Hernández Colón, politico portoricano (n. 1936)
- 2019 - Red Kelly, hockeista su ghiaccio e allenatore di hockey su ghiaccio canadese (n. 1927)
- 2019 - Ugo Leonzio, scrittore e drammaturgo italiano (n. 1941)
- 2020 - Idir, cantante e musicista berbero (n. 1949)
- 2020 - Emmanuel Kofie, calciatore ghanese (n. 1941)
- 2020 - John Ogilvie, calciatore scozzese (n. 1928)
- 2020 - Maret-Mai Otsa, cestista sovietica (n. 1931)
- 2020 - Giacomo Verde, artista e performance artist italiano (n. 1956)
- 2021 - Jacques d'Amboise, ballerino, coreografo e attore statunitense (n. 1934)
- 2021 - Carlos Romero Barceló, politico portoricano (n. 1932)
- 2021 - Domenico Bosi, allenatore di calcio e calciatore italiano (n. 1921)
- 2021 - Lolly Debattista, calciatore e allenatore di calcio maltese (n. 1929)
- 2021 - Rita Di Giovacchino, giornalista italiana (n. 1947)
- 2021 - Bobby Unser, pilota automobilistico statunitense (n. 1934)
- 2022 - Vitalij Dzerbjanëŭ, sollevatore bielorusso (n. 1976)
- 2022 - Biancamaria Frabotta, poetessa e saggista italiana (n. 1946)
- 2022 - Axel Leijonhufvud, economista svedese (n. 1933)
- 2022 - Joseph Raz, filosofo israeliano (n. 1931)
- 2022 - Emmerich Tarabocchia, calciatore e allenatore di calcio italiano (n. 1946)
- 2022 - Jurij Vasenin, calciatore sovietico (n. 1948)
- 2022 - Gianfranco De Bosio, regista, sceneggiatore e impresario teatrale italiano (n. 1924)
- 2023 - Barbara Bryne, attrice e cantante britannica (n. 1929)
- 2023 - Bernard Lapasset, dirigente sportivo e rugbista a 15 francese (n. 1947)
- 2023 - Mike Pinner, calciatore inglese (n. 1934)
- 2023 - Guido Sacconi, politico italiano (n. 1948)
- 2023 - Damir Šolman, cestista jugoslavo (n. 1949)
- 2023 - Giovanni Urbinati, ceramista e scultore italiano (n. 1946)
- 2024 - Susan Buckner, attrice statunitense (n. 1953)
- 2024 - Halil Dağlı, cestista e allenatore di pallacanestro turco (n. 1942)
- 2024 - Sjoukje Dijkstra, pattinatrice artistica su ghiaccio olandese (n. 1942)
- 2024 - Derek Forster, calciatore inglese (n. 1949)
- 2024 - Darius Morris, cestista statunitense (n. 1991)
- 2024 - Marcello Vigli, saggista, partigiano e insegnante italiano (n. 1928)
- 2025 - Dara Birnbaum, artista statunitense (n. 1946)
- 2025 - Esteban Escudero Torres, vescovo cattolico spagnolo (n. 1946)
- 2025 - Alessandro Quasimodo, attore, regista teatrale e poeta italiano (n. 1939)
- 2025 - George Ryan, politico statunitense (n. 1934)

## Senza anno specificato(1)
- 1203 a.C. - Merenptah, sovrano egizio